# NGC 5842
NGC 5842 est une lointaine galaxie spirale située dans la constellation du Bouvier. Sa vitesse par rapport au fond diffus cosmologique est de 10 558 ± 12 km/s, ce qui correspond à une distance de Hubble de 156 ± 11 Mpc (∼509 millions d'al). NGC 5842 a été découverte par l'astronome français Édouard Stephan en 1882.
Selon la base de données Simbad, NGC 5842 est une radiogalaxie.